# Judith Sargent Murray
Judith Sargent Murray (1 de maio de 1751 – 9 de junho de 1820) foi uma ativista americana que era uma defensora dos direitos das mulheres, ensaísta, escritora e poeta. Ela foi uma das primeiras mulheres nos Estados Unidos a defender a ideia de igualdade entre os sexos — que mulheres, comparado a homens, tem a mesma capacidade intelectual e devem ter a capacidade de ter independência econômica. Entre vários trabalhos reconhecidos feitos por ela, seu ensaio mais famoso foi o "On the Equality of the Sexes" ("Sobre a Igualdade dos Sexos"), que abriu caminho para novos pensamentos e ideias posteriores de escritores e ativistas feministas.